# Operatie Southern Focus
Operatie Southern Focus was een militaire operatie in Irak in de maanden voor de Irakoorlog die in maart 2003 begon. Het was een versterkte reactie op de Iraakse schendingen van de no-flyzones boven het land in voorbereiding van de Irakoorlog. Het doel was om met luchtaanvallen op Iraakse stellingen zoals luchtafweer de verdedigingswerken van het land te verzwakken alvorens de invasie begon. De operatie duurde van juni 2002 tot begin maart 2003. In die periode werd de operatie niet publiek gemaakt maar werd de verhoogde activiteit toegeschreven aan een grotere
Iraakse weerstand bij de controles van de no-flyzones. Southern Focus was specifiek gericht tegen luchtafweerinstallaties, lanceerplatformen van luchtdoelraketten, radarinstallaties en commandoposten. Ook het glasvezelnetwerk waarmee die commandoposten in verbinding bleven met Bagdad was een doelwit.

## Deelnemende landen
- Verenigd Koninkrijk
- Verenigde Staten